# Фокс (залив)

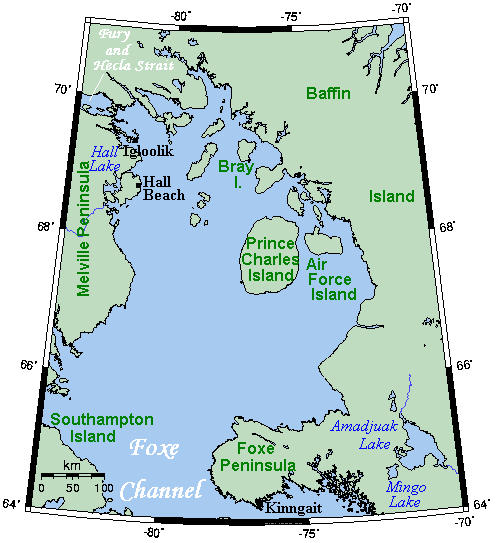
Карта залива Фокс

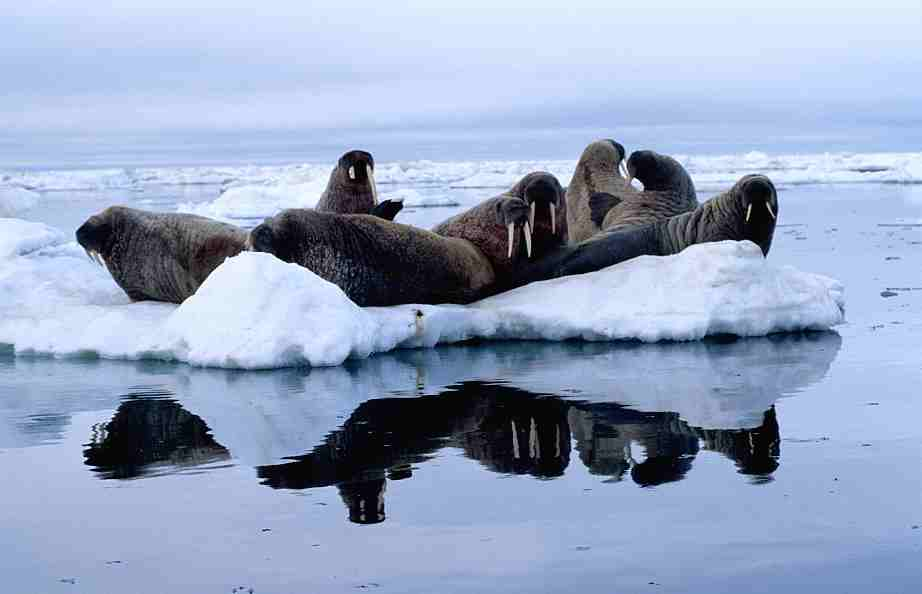
Моржи на льду в заливе Фокс. Июль, 1999

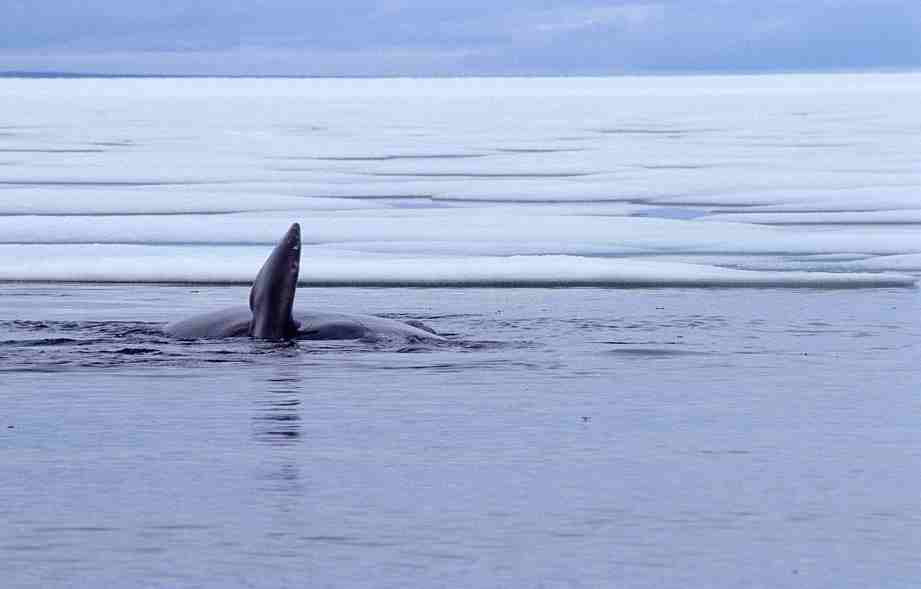
Хвост кита в заливе Фокс. Июль, 1999

Фокс (Фокс-Бейсин, Фо́кса Бассе́йн, Фокса бассейн, бассейн Фокс; англ. Foxe Basin) — залив в Северном Ледовитом океане, омывает берега Канады. Назван в честь английского исследователя Люка Фокса. Образует просторное расширение между островами Баффинова Земля с востока, полуостровом Мелвилл и островом Саутгемптон на западе. На юге одноимённым проливом соединяется с Гудзоновым проливом и Гудзоновым заливом, на севере через пролив Фьюри-энд-Хекла — с заливом Бутия.
Длина залива составляет около 600 км, ширина — 500 км. Приливы полусуточные, высотой от 1,2 до 9 м. Замерзает в октябре.
Залив имеет многочисленные острова, наибольшие из которых: Принс-Чарльз, Эр-Форс, Брей, Роули, Йенс-Мунк, Кох, Фоли, Уинтер, Ванситтарт, Уайт и группа островов Спайсер.
В залив впадают ледниковые воды острова Баффинова Земля через многочисленные короткие реки и озёра. Самым большим из таких водоёмов является озеро Неттиллинг (через реку Кукджуак).
Ледяные обломки распространены на севере и двигаются в южном направлении. Глубина на севере и в центре составляет 110 м, а на юге достигает 400 м.
Берега скалистые на юге и низинные на севере. На высоких скалах гнездятся морские птицы. На островах Баффинова Земля и Саутгемптон распространены прибережные болота.
Поселения, которые расположены на береге заливов: Иглулик, Фоли, Набукьюак.
Прохладная вода залива обеспечивает насыщенность её фитопланктоном. Поэтому бесчисленные мелкие острова являются жилищем для многих видов морских птиц, а именно чаек и сивок.